# James Shaffer

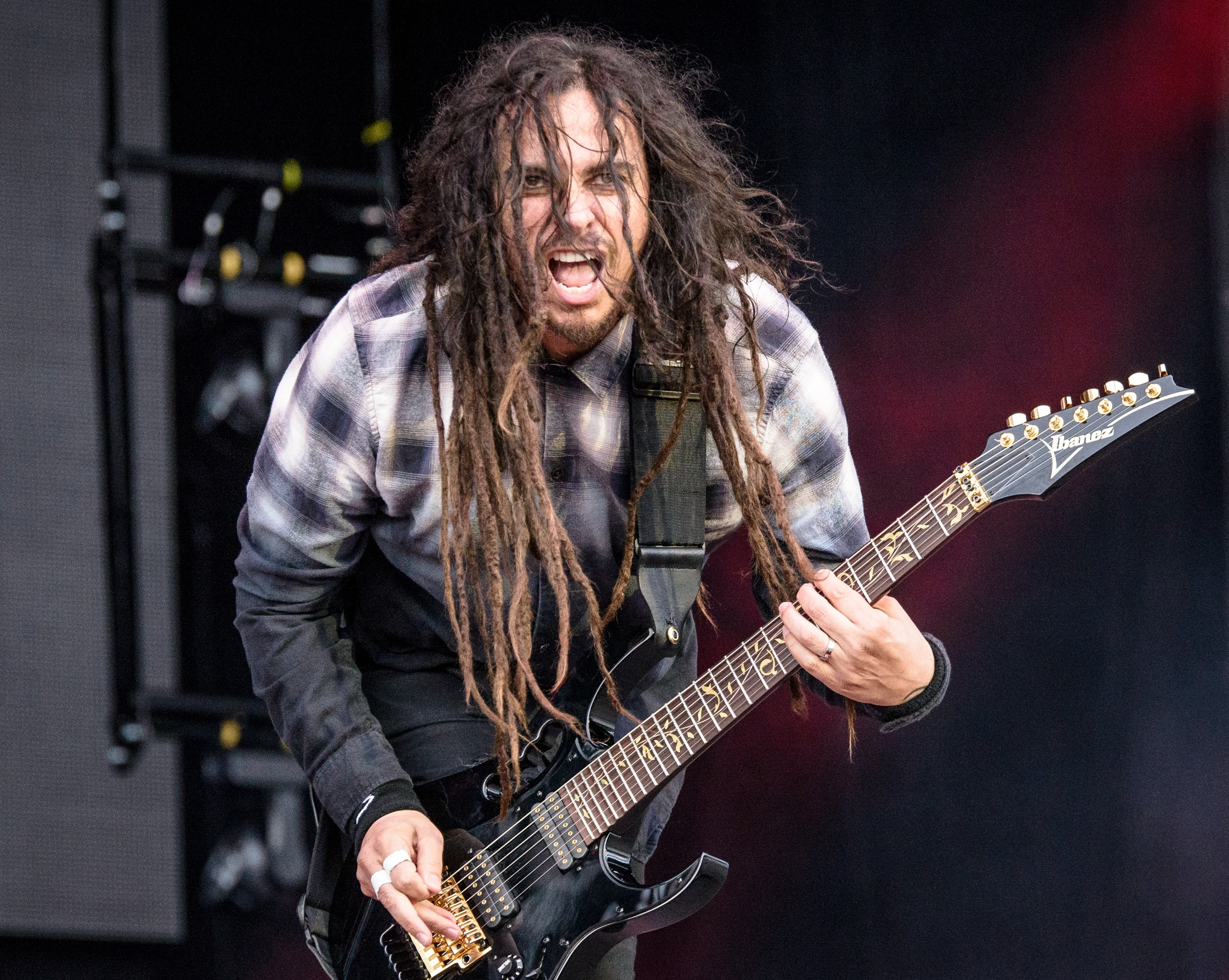
James Shaffer, 2016

James Christian „Munky“ Shaffer (* 6. Juni 1970 in Rosedale, Kalifornien) ist ein US-amerikanischer Gitarrist. Zu Bekanntheit gelangte er insbesondere aufgrund seiner Tätigkeit bei der Nu-Metal-Band Korn.

## Leben
Shaffer begann in seiner Jugend mit dem Gitarrenspiel auf Empfehlung eines Arztes hin, nachdem ihm bei einem Fahrradunfall die Fingerkuppen abgeschnitten wurden. Durch die feinmotorischen Anforderungen beim Spielen einer Gitarre erhoffte sich der Arzt Erfolge im Rahmen der Therapie.
Angaben von Shaffer zufolge wurde er bei Korn nicht aufgrund besonders guter musikalischer Fähigkeiten aufgenommen, sondern schlicht, weil die damals noch jugendlichen Brian Welch und Reginald Arvizu seine langen Haare so passend fanden.
Im Jahr 2007 hat Shaffer sein eigenes Plattenlabel „Emotional Syphon Records“ gegründet, mit dem er Hip-Hop-, Rock- und Jazz-Künstlern die Chance geben will, von ihrer eigenen Musik zu leben. Seit 2008 arbeitet er mit prominenter Unterstützung u. a. von Faith-No-More-Bassist Billy Gould und Bad-Religion-Schlagzeuger Brooks Wackerman an einem Projekt namens Fear and the Nervous System. Oktober 2011 wurde das Album als Download veröffentlicht. Trotz dieser Nebenbeschäftigung hat er erklärt, weiterhin Mitglied von Korn zu bleiben.
Shaffer heiratete im Januar 2000 und hat aus dieser Ehe eine gemeinsame Tochter. Seit Januar 2012 ist er mit Evis Xheneti verheiratet, zusammen haben sie drei Kinder (geb. 2012, 2015 und 2019).

## Trivia
- Den Spitznamen „Munky“ hat Shaffer aufgrund der Ähnlichkeit seiner gespreizten Zehen mit dem Fuß eines Affen (engl. „Monkey“) bekommen.
- Shaffer und Bandkollege Welch haben mit der „Ibanez K7“ eine eigene, siebensaitige Gitarre bei Ibanez in der Signaturserie.[2] Außerdem hat er inzwischen eine eigene Signature-Gitarre, die Ibanez ApexBBK
- Für großes Unverständnis sorgte 2002 seine Aussage in einem Interview mit der Zeitschrift Metal Hammer, als er sagte, Hitler müsse wohl in den Himmel gekommen sein, weil er das getan habe, was er für richtig gehalten habe und daran könne ja wohl nichts falsch sein. Für diese Aussage entschuldigte er sich öffentlich.[3]

## Bands
- Korn
- ehemals L.A.P.D.
- Fear And The Nervous System